# 1493
1493 (MCDXCIII) var ett normalår som började en tisdag i den julianska kalendern.

## Händelser

### Maj
- 4 maj – Påven utfärdar bullan Inter Caetera, där gränsen mellan Spaniens och Portugals besittningar i Nya världen fastställs.

### November
- 14 november – Christofer Columbus upptäcker Saint Croix och gör anspråk på ön för Spanien.[1]

### Okänt datum
- Ett förbund sluts mellan kung Hans och Ivan III av Ryssland för att bekämpa Sverige.
- Sten Sture den äldre berövar Nils Bosson (Sture) dennes livstidsförläning Västerås. Detta län är betydelsefullt, eftersom det innehåller två viktiga komponenter för krig: gruvnäringen och dalkarlar.
- Ett kartusianerkloster, Mariefreds kloster, grundas i Kärnbo socken genom donation av Sten Sture. Om det ej kan upprätthållas skall det övergå till den närmaste arvtagaren, vilken är Erik Johansson (Vasa).
- Tre bönder i Kinds härad döms för att ha mördat Sten Sture den äldres svåger.
- Nürnbergkrönikan utges.

## Födda
- 6 januari – Olaus Petri (Olof Pettersson), svensk reformator.[2]
- 25 januari – Massimiliano Sforza, hertig av Milano.
- 5 juni – Justus Jonas den äldre, tysk reformator.
- 10 juni – Anton Fugger, tysk riksgreve och finansman.
- 10 november – Paracelsus, egentligen Theophrastus Bombastus von Hohenheim, schweizisk läkare, alkemist och mystiker.
- 11 november – Bernardo Tasso, italiensk poet.
- Sten Sture den yngre, svensk riksföreståndare 1512–1520 (möjligen född påföljande år).
- Anna Bijns , flamländska pedagog, poet, retoriker och författare.

## Avlidna
- 9 april – Lorenzo de' Medici, florentinsk statsman.
- 19 augusti – Fredrik III, tysk-romersk kejsare.
- Eleonora av Neapel, italiensk regent.
- Túpac Yupanqui, härskare över Inkariket.

### Fotnoter
1. ↑  World Statesmen (läst 3 april 2011)
2. ↑  Det hände i dag